# Purga de l'Aràbia Saudita de 2017

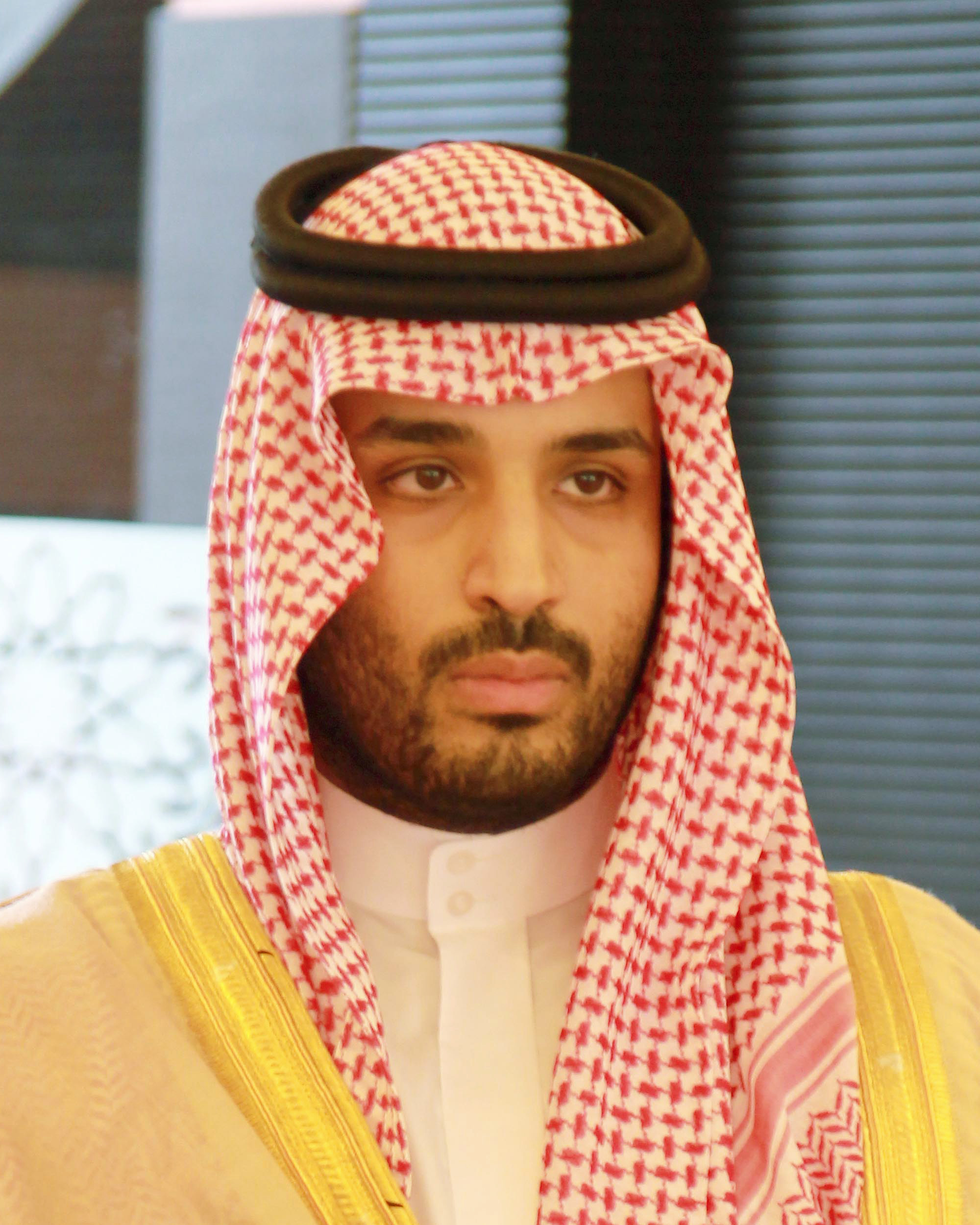
El príncep hereu Mohammad bin Salman, director del comitè anticorrupció saudita, qui va ordenar les detencions.

El novembre de 2017, es va produir una purga a l'Aràbia Saudita que va afectar membres prominents de la reialesa i la política d'aquest país, inclosos prínceps, ministres del govern i homes de negocis. Aquest moviment va ser la conseqüència de la creació d'un comitè anticorrupció liderat pel príncep hereu Mohammad bin Salman. Els arrestats van ser confinats a l'hotel Ritz-Carlton de Riad, motiu pel qual la companyia va deixar d'acceptar noves reserves i va demanar als hostes que abandonessin les instal·lacions. Els avions privats també van rebre la prohibició de volar per prevenir que els sospitosos fugissin del país.
Aquestes detencions també van provocar l'alineament definitiu de la facció de l'antic rei Abdul·lah i la completa consolidació de les tres branques de les forces de seguretat per part de bin Salman.
Actualment, s'han detingut més de 500 persones en un operatiu que actualment es troba en curs. Els bancs de l'Aràbia Saudita han congelat més de 1.200 comptes corrents pertanyents a individus i companyies del regne, també en el marc de la purga anticorrupció realitzada pel govern.
El fiscal general, el xeic Saud Al Motjeb, va fer una declaració exposant que les detencions eren "només el començament d'un procés vital per arrencar la corrupció en qualsevol lloc on es trobés.” Va afegir que tots aquells arrestats tindrien accés a consell legal i el dret a ser jutjats per un tribunal "en temps i manera oportuna".” Paral·lelament, el rei Salman va nomenar 26 nous jutges.

## Motius
Els motius que es van exposar per desenvolupar aquesta purga incloïen el blanqueig de diners, el suborn, l'extorsió de funcionaris i la utilització de poder públic per l'enriquiment personal.

### Corrupció
El rei Salman va explicar que el comitè anticorrupció havia d'"identificar delictes, crims i persones i entitats involucrades en casos de corrupció pública". També va fer referència a l'"explotació per part d'algunes ànimes dèbils que havien posat els seus propis interessos per sobre del bé públic, amb l'objectiu de fer-se amb diners de manera il·lícita".

### Extremisme
El 24 d'octubre de 2017, el príncep Mohammed, persona que va ordenar les detencions, va explicar a diversos inversors a Riad que "estem tornant al què érem abans, un país d'Islam moderat que està obert a totes les religions i al món". També es va comprometre a combatre l'extremisme "molt aviat".

## Morts relacionades
- El príncep Abdul Aziz bin Fahd, fill del rei Fahd, va morir, suposadament, al resistir-se a l'arrest.[10][11] La seva mort va ser confirmada pel tribunal reial saudita.[12]
- Mansour bin Muqrin, un empresari, va morir, suposadament, mentre intentava abandonar el país mitjançant el seu helicòpter privat, que va caure i va desaparèixer del radar el 5 de novembre d'aquell any.[13][14][15] Des del dissabte 4 de novembre, el dia anterior, s'havia prohibit el moviment de qualsevol avió privat. Aquesta ordre provenia directament del príncep hereu.[16][17]